# میهاراتاکی-زاکورا

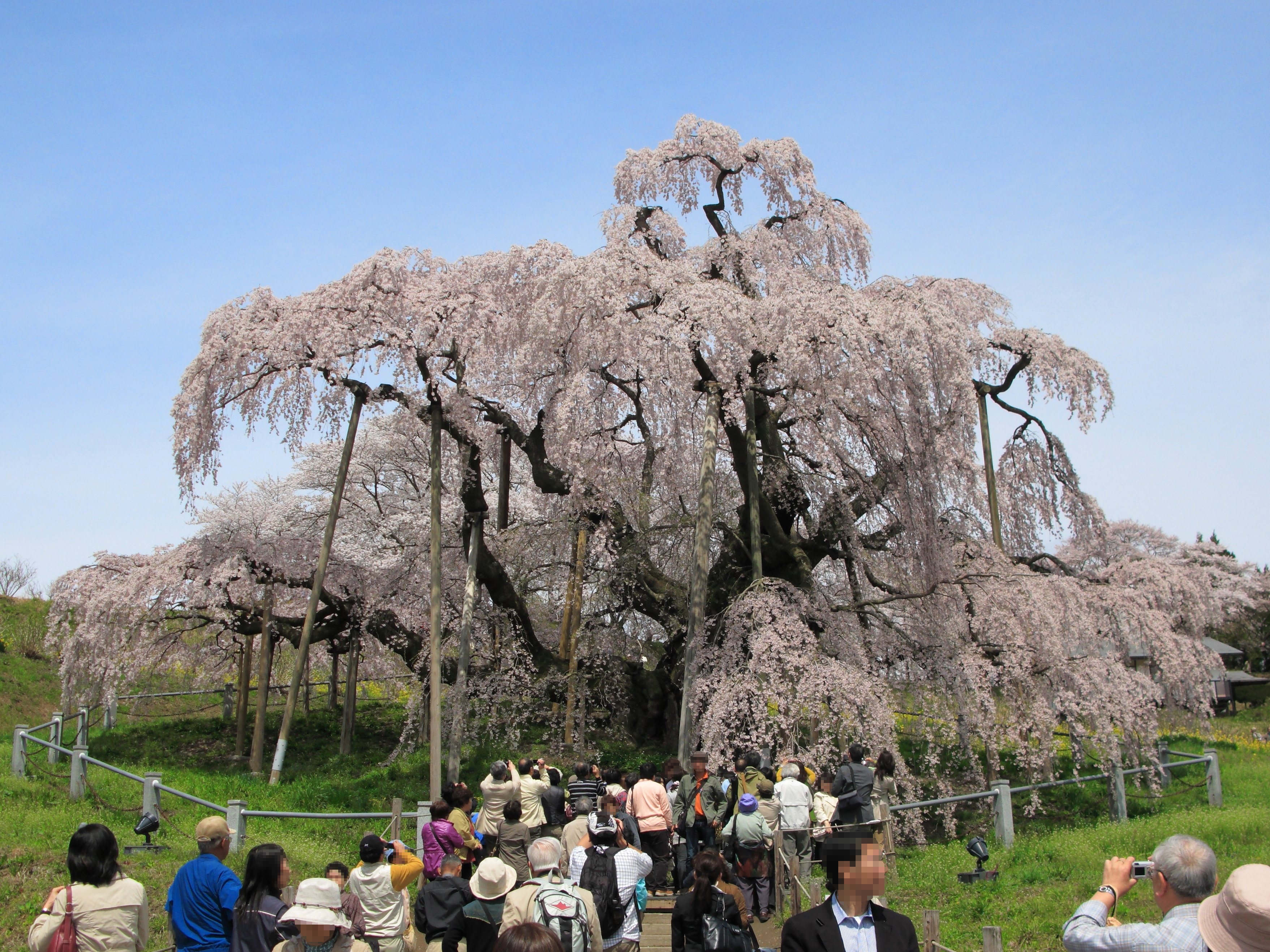
میهاراتاکی-زاکورا.

میهاراتاکی-زاکورا (به ژاپنی: 三春滝桜, Miharataki Zakura) نام یک تک درخت ساکورا از نوع شیداره-زاکورا (شاخه افشان) در استان فوکوشیما در ژاپن است. این درخت بیش از ۱۰۰۰ سال عمر دارد و یکی از پنج تک‌درخت با ارزش ساکورا در ژاپن به‌شمار می‌آید. هر ساله بیش از ۳۰۰٬۰۰۰ نفر از این درخت بازدید می‌کنند.